# Фортвілл (Індіана)
Фортвілл (англ. Fortville) — місто (англ. town) в США, в окрузі Генкок штату Індіана. Населення — 4784 особи (2020).

## Географія
Фортвілл розташований за координатами 39°55′24″ пн. ш. 85°50′44″ зх. д. / 39.92333° пн. ш. 85.84556° зх. д. (39.923381, -85.845675).  За даними Бюро перепису населення США в 2010 році місто мало площу 7,73 км², з яких 7,71 км² — суходіл та 0,02 км² — водойми.

## Демографія
Згідно з переписом 2010 року, у місті мешкало 3929 осіб у 1553 домогосподарствах у складі 1060 родин. Густота населення становила 508 осіб/км².  Було 1705 помешкань (221/км²).
Расовий склад населення:
| - 96,2 % — білих - 1,3 % — чорних або афроамериканців - 0,3 % — корінних американців - 0,1 % — азіатів |

До двох чи більше рас належало 1,3 %. Частка іспаномовних становила 2,3 % від усіх жителів.
За віковим діапазоном населення розподілялося таким чином: 28,3 % — особи молодші 18 років, 60,1 % — особи у віці 18—64 років, 11,6 % — особи у віці 65 років та старші. Медіана віку мешканця становила 35,7 року. На 100 осіб жіночої статі у місті припадало 94,5 чоловіків;  на 100 жінок у віці від 18 років та старших — 89,8 чоловіків також старших 18 років.
Середній дохід на одне домашнє господарство  становив 55 812 долари США (медіана — 43 750), а середній дохід на одну сім'ю — 73 197 доларів (медіана — 71 531). За межею бідності перебувало 16,1 % осіб, у тому числі 27,8 % дітей у віці до 18 років та 0,0 % осіб у віці 65 років та старших.
Цивільне працевлаштоване населення становило 2007 осіб. Основні галузі зайнятості: освіта, охорона здоров'я та соціальна допомога — 23,1 %, виробництво — 18,3 %, роздрібна торгівля — 18,0 %.